# U Smile
«U Smile» es una canción interpretada por el cantante canadiense Justin Bieber. Fue escrita por Bieber, Jerry Duplessis, Altino Arden y Dan August Rigo, y producida por Duplessis y Altino. Según Bieber, la canción está dedicada a sus fanes. La canción fue lanzada como el segundo sencillo de su álbum My World 2.0. Fue lanzado en la radio en Canadá el 9 de agosto de 2010, seguido por una rítmica  liberación el 24 de agosto de 2010, en los Estados Unidos como tercer sencillo del álbum allí.
La canción fue aclamada por la crítica como un tema destacado del álbum. La canción llegó a los 17 y 27, respectivamente, en los Estados Unidos y Canadá, y más tarde en el Reino Unido. Bieber interpretó la canción como una introducción de «Baby» en la novena temporada de American Idol y en Saturday Night Live. 

## Recepción comercial
Originalmente lanzado como sencillo digital, la canción debutó en el número veintisiete en el Billboard Hot 100, con la venta de 83.000 descargas en su primera semana. También debutó en el Canadian Hot 100 en el puesto 17. "U Smile" fue el debut más alto en la semana en ambos gráficos. La canción inicialmente se quedó en los dos gráficos para la longitud de un par de semanas ". Después de un lanzamiento oficial a la radio convencional y rítmica, la canción volvió a entrar en los EE. UU. Hot 100 en el 95 en la semana que finalizó el 2 de octubre de 2010. Debido a las ventas digitales, la canción también alcanzó el 98 en  Reino Unido.

## Créditos
- Songwriting - Justin Bieber, Jerry Duplessis, Arden Altino, Dan August Rigo.
- Production -  Jerry Duplessis, Arden Altino.
- Vocal recording - Andy Grassi, Serge Tsai, Dave Clauss, Warren Babson, assisted by William Villane.
- Vocal production and recording - Kuk Harrell, assisted by Travis Harrington.
- Piano and keyboards - Arden Altino, additional by Paul J. Falcone
- Guitar - Bruno Beatz, Ben DeFusco.
- Armónica - Frédéric Yonnet
- Mixing - Glen Marchese.
- Engineering - Pat Thrall.

Source

## Posicionamientos en listas
| Chart (2010)                         | Peak position |
| ------------------------------------ | ------------- |
| Australian Singles Chart             | 65            |
| Belgian Singles Chart (Flanders Tip) | 29            |
| Canadian Hot 100                     | 17            |
| UK Singles Chart                     | 98            |
| US Billboard Hot 100                 | 27            |
| US Pop Songs                         | 26            |